# Planodes variegatus
Planodes variegatus là một loài bọ cánh cứng trong họ Cerambycidae.